# Arthur Lapworth
Arthur Lapworth (10 octobre 1872 - 5 avril 1941) est un chimiste écossais.

## Biographie

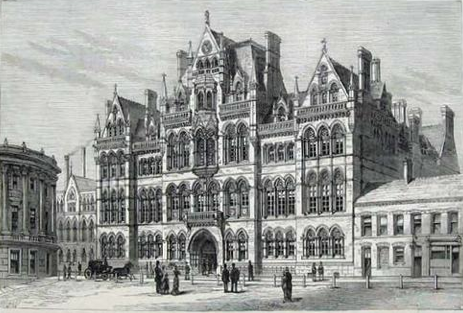
Mason Science College, maintenant l'Université de Birmingham

Il est né à Galashiels, en Écosse, fils du géologue Charles Lapworth, et fait ses études à St Andrew's et King Edward's School, Birmingham. Il est diplômé en chimie du Mason College (plus tard l'Université de Birmingham). De 1893 à 1895, il travaille avec bourse au City and Guilds of London Institute sur la chimie du camphre et les mécanismes de substitution aromatique.
Son premier poste, en 1895, est démonstrateur à la School of Pharmacy de l'Université de Londres à Bloomsbury. Il devient chef du département de chimie du Goldsmiths Institute et, en 1909, devient maître de conférences en chimie inorganique et physique à l'Université de Manchester. En 1913, il est nommé professeur de chimie organique et en 1922, le professeur Sir Samuel Hall (de chimie inorganique et physique) et directeur de laboratoires.
Il est un pionnier dans le domaine de la Chimie organique physique. Sa proposition du mécanisme de réaction pour la condensation du benjoin est à la base de notre compréhension moderne de la chimie organique ,,.
Il prend sa retraite en 1935 et est nommé professeur émérite. Il est élu membre de la Royal Society en mai 1910  et reçoit leur médaille Davy en 1931. Lapworth reçoit également un LL. D. des universités de Birmingham et de St Andrews.
Il épouse Kathleen Florence Holland à St Mary, Bridgwater le 14 septembre 1900 . Ses frères sont eux-mêmes d'éminents scientifiques, en 1900 (Frederic Kipping et William Henry Perkin Jr.). Arthur Lapworth prend sa retraite en 1935 et meurt le 5 avril 1941 dans une maison de repos à Withington.